# Chengmai
Chengmai (chiń. 澄迈县; pinyin: Chéngmài Xiàn) – powiat w Chinach, w prowincji Hajnan. W 1999 roku liczył 461 103 mieszkańców.